# 本渡城
本渡城（ほんどじょう）は、熊本県天草市にあった中世の日本の城（山城）。

## 立地・構造
天草市本渡町の連山の東端尾根に位置し、本丸や馬責め場、一の丸などの地名が残る。
標高76mの最高点に本丸があり、三方から曲輪が取り囲む。本丸から南西および南東方向は、それぞれ堀切と幅7-8m・長さ100m以上の急な尾根となっていた。南東端の一の丸には城主や木山氏の墓、板碑などが残り、さらに下った二の丸には天草切支丹館が建てられている。

## 歴史
16世紀に入ると開発領主の子孫である天草氏は天草五人衆の中で最も有力な存在となり、天正年間の天草鎮尚・久種時代には下島中央から南部の地域を支配し、本渡城は本城に次ぐ主要な城であった。天草五人衆は豊臣秀吉に領土を安堵され肥後国人一揆にも参加しなかったが、小西行長の宇土城普請を拒否した事から天正17年（1589年）に合戦が起きた。
天草氏は志岐氏とともに篭城・抗戦し、天草種元の本渡城は加藤清正・小西勢によって攻め落とされた。また、木山正親も客将として入り討死したという。加藤勢は高台になっている城後方および本丸を攻撃して城兵や家族をほぼ全滅させたのに対し、小西勢は教会などを含む領域を包囲し、城兵や司祭をほとんど助けたとルイス・フロイスが記録している。